# NGC 142
NGC 142  هي مجرة حلزونية تقع في كوكبة قيطس (كوكبة). اكتشفها فرانك مولر في عام 1886

## وصلات خارجية
- NGC 142 على موقع ويكي سكاي: DSS2, SDSS, GALEX, IRAS, Hydrogen α, X-Ray, Astrophoto, Sky Map, Articles and images